# 大阪発デジタルバザール
大阪発デジタルバザール（おおさかはつデジタルバザール）は、NHK大阪放送局のFMラジオで2005年-2009年に放送された番組である。

## 概要
- NHKデジタルラジオ実用試験放送（大阪府での試験放送は2010年6月30日終了）のうち、大阪放送局が製作した関西を題材にした音楽、文化、歴史、芸能などの番組を再構成し、デジタルラジオ放送の魅力を広く多くのリスナーに知ってもらおうという狙いで制作された。
- 放送時間は当初2007年度までは毎週土曜18時から18時50分→2008年度・2009年度『はサタデーホットリクエスト・WEST』の終了 → 『サタデーホットリクエスト』の全編東京発移行の関係もあり、主に月末（最終月曜日からその週の木曜・または金曜）の深夜0時から0時50分に放送された。通常この枠は『ミュージック・リラクゼーション』 → 『インストルメンタル・ジャーニー』が放送されていたので差し替えである。
- 2009年12月の放送を以て終了（2010年6月のデジタル実用試験放送の大阪地区放送終了に関連したものかどうかは不明）

。